# 金慧成
金 慧成（キム・ヘソン、韓: 김혜성、1999年1月27日 - ）は、大韓民国・京畿道高陽市出身のプロ野球選手（内野手、外野手）。右投左打。MLBのロサンゼルス・ドジャース所属。愛称は彗星（韓: 혜성、英: Comet）。
KBOリーグで唯一、遊撃手と二塁手部門でゴールデングラブ賞を受賞している。

## 経歴

### ヒーローズ時代
東山高等学校から、2017年の2次ドラフト1巡目でネクセン・ヒーローズ（2019年よりキウム・ヒーローズ）に指名され入団。同年は6月28日の対NCダイノス戦（馬山総合運動場野球場）でKBOリーグ初出場を果たし、最終的に16試合に出場した。
2018年は5月3日のNC戦で李在學から一軍初本塁打を記録。その後、徐建昌の故障に伴い二塁手としての出場が増え、スタメンに定着した。最終的に136試合に出場して打率.270、5本塁打、33盗塁の成績を残し、同年の新人王候補にも挙げられたが、29本塁打を記録したKTウィズの姜白虎に及ばず得票数2位だった。
2019年は開幕より二塁と遊撃の両ポジションを兼任する形で起用された。前年同様にこの年も二塁のレギュラーだった徐が負傷した際には二塁手として起用され、徐の復帰後は主に遊撃手として起用された。
2020年5月30日の対KTウィズ戦（高尺スカイドーム）にてKBO史上26度目（24人目）のサイクル安打を記録。
2021年は朴炳鎬の後任としてチームの主将に選ばれた。シーズン中には東京オリンピック野球韓国代表に選出され、大会では4試合で「9番・二塁手」として先発出場した。同年は144試合に出場して打率.303、3本塁打を記録したほか、46盗塁を記録し盗塁王のタイトルを獲得した。
2022年は打率.318、4本塁打、48打点、34盗塁を記録。
2023年はリーグ3位となる打率.335、リーグ2位となる186安打、7本塁打、57打点、25盗塁という好成績を記録した。また9月から10月にかけて開催された第19回アジア競技大会の野球韓国代表に選ばれ金メダルを獲得。
2024年6月4日に大谷翔平も所属する米・大手代理人事務所のCAAと契約を結んだ。同年は127試合に出場し、打率.326、11本塁打、75打点、30盗塁を記録。オフにMLB挑戦を目指してポスティングを申請。ロサンゼルス・ドジャース、シアトル・マリナーズ、ロサンゼルス・エンゼルス、シカゴ・カブスからオファーを受けた。

### ドジャース時代
2025年1月3日、交渉期日にロサンゼルス・ドジャースと契約した。3年契約で総額1250万ドル（2028年と2029年については球団がオプション権を保有）。同年3月11日にAAA級のオクラホマシティ・コメッツで開幕を迎えることが発表された。同年5月3日にトミー・エドマンが右足首炎症により故障者リスト入りしたことに伴い、メジャー初昇格。同日のアトランタ・ブレーブス戦に途中出場し、メジャーデビューを果たした。更に同月5日のマイアミ・マーリンズ戦では、「9番・二塁手」で起用され、MLB初先発出場。5回表に左翼前に安打を記録し、MLB初安打。更に盗塁を決めた後、次打者の大谷が9号本塁打を記録し、ベンチで大谷を含むチームメイトから祝福された。また、同月14日のオークランド・アスレチックス戦では、5回裏にガナー・ホグルンドからメジャーデビュー後初となるライトへのソロホームランを放った。同月15日のアスレチックス戦ではメジャー昇格後、初の猛打賞を記録した。当初監督デーブ・ロバーツは、金を一度マイナーに降格させる意向を示していたが、エドマン復帰時に打率.400、OPS1.000超えの成績を残したこともあり、ドジャースは金をメジャーロースターに残し、大ベテランのクリス・テイラーを放出することを決断。31日のニューヨーク・ヤンキース戦では、負傷したムーキー・ベッツの代役として「9番・遊撃手」として先発出場。2回裏にブレント・ヘッドリンクから2号2点本塁打を放つと、6回表から中堅手の守備に回り、同回にアーロン・ジャッジの左中間を破る打球を処理すると、好返球でジャッジを二塁手前でアウトにするなど、打撃でも4打数4安打の活躍を見せ、18-2の歴史的大勝に貢献した。

## 人物
2025年5月12日、ヘソンの父親に多額のお金を貸していた男性が、2022年8月から2024年1月にかけて、ヘソンに対して何度も球場内外で「父親にお金を返すように言いなさい」と書かれたプラカードや横断幕を掲げ名誉を棄損したとして、300万ウォン（約31万円）の罰金刑が下された。この男性はヘソンの父親に対して約1億ウォン（約1,100万円）とその遅延利息の債権が認められているが、2019年にも同様の犯行で罰金100万ウォン（約10万円）が科せられていた。
同年5月15日、自身の登場曲を日本でも活躍する韓国の女性歌手・ユンナの「ほうき星」に変更した。この楽曲は、日本のテレビアニメ『BLEACH』のエンディングテーマの韓国語版であり、彼の名前とほうき星（彗星の別称）の発音が同じ「혜성（ヘソン）」であることから選曲したとされている。

## 詳細情報
| 年 度     | 球 団           | 試 合 | 打 席 | 打 数 | 得 点 | 安 打 | 二 塁 打 | 三 塁 打 | 本 塁 打 | 塁 打 | 打 点 | 盗 塁 | 盗 塁 死 | 犠 打 | 犠 飛 | 四 球 | 敬 遠 | 死 球 | 三 振 | 併 殺 打 | 打 率 | 出 塁 率 | 長 打 率 | O P S |
| --------- | --------------- | ----- | ----- | ----- | ----- | ----- | -------- | -------- | -------- | ----- | ----- | ----- | -------- | ----- | ----- | ----- | ----- | ----- | ----- | -------- | ----- | -------- | -------- | ----- |
| 2017      | ネクセン キウム | 16    | 17    | 16    | 1     | 3     | 2        | 0        | 0        | 5     | 2     | 0     | 0        | 0     | 0     | 1     | 0     | 0     | 6     | 0        | .188  | .235     | .313     | .548  |
| 2018      | ネクセン キウム | 136   | 473   | 430   | 79    | 116   | 15       | 6        | 5        | 158   | 45    | 31    | 6        | 3     | 2     | 33    | 1     | 5     | 119   | 6        | .270  | .328     | .367     | .695  |
| 2019      | ネクセン キウム | 122   | 387   | 348   | 57    | 96    | 16       | 7        | 0        | 126   | 32    | 20    | 3        | 4     | 4     | 29    | 1     | 2     | 85    | 4        | .276  | .332     | .362     | .694  |
| 2020      | ネクセン キウム | 142   | 553   | 499   | 80    | 142   | 24       | 6        | 7        | 199   | 61    | 25    | 8        | 2     | 4     | 46    | 0     | 2     | 94    | 6        | .285  | .345     | .399     | .744  |
| 2021      | ネクセン キウム | 144   | 635   | 559   | 99    | 170   | 20       | 3        | 3        | 205   | 66    | 46    | 4        | 0     | 10    | 65    | 3     | 1     | 97    | 8        | .303  | .372     | .367     | .738  |
| 2022      | ネクセン キウム | 129   | 566   | 516   | 81    | 164   | 18       | 7        | 4        | 208   | 48    | 34    | 7        | 0     | 3     | 47    | 3     | 0     | 83    | 9        | .318  | .373     | .403     | .776  |
| 2023      | ネクセン キウム | 137   | 621   | 556   | 104   | 186   | 29       | 6        | 7        | 248   | 57    | 25    | 3        | 0     | 5     | 57    | 3     | 3     | 77    | 6        | .335  | .396     | .446     | .842  |
| 2024      | ネクセン キウム | 127   | 567   | 509   | 90    | 166   | 26       | 4        | 11       | 233   | 75    | 30    | 6        | 0     | 7     | 47    | 2     | 4     | 62    | 6        | .326  | .383     | .458     | .841  |
| 通算：8年 | 通算：8年       | 953   | 3819  | 3433  | 591   | 1043  | 150      | 39       | 37       | 1382  | 386   | 211   | 36       | 9     | 35    | 325   | 13    | 17    | 623   | 45       | .304  | .364     | .403     | .766  |

- 2024年度シーズン終了時
- 各年度の太字はリーグ最高

### オリンピックでの打撃成績
| 年 度 | 代 表 | 試 合 | 打 席 | 打 数 | 得 点 | 安 打 | 二 塁 打 | 三 塁 打 | 本 塁 打 | 塁 打 | 打 点 | 盗 塁 | 盗 塁 死 | 犠 打 | 犠 飛 | 四 球 | 敬 遠 | 死 球 | 三 振 | 併 殺 打 | 打 率 | 出 塁 率 | 長 打 率 |
| ----- | ----- | ----- | ----- | ----- | ----- | ----- | -------- | -------- | -------- | ----- | ----- | ----- | -------- | ----- | ----- | ----- | ----- | ----- | ----- | -------- | ----- | -------- | -------- |
| 2021  | 韓国  | 7     | 13    | 13    | 3     | 8     | 0        | 0        | 0        | 8     | 1     | 1     | 0        | 0     | 0     | 0     | 0     | 0     | 1     | 0        | .615  | .615     | .615     |

- 太字は大会最高

### WBCでの打撃成績
| 年 度 | 代 表 | 試 合 | 打 席 | 打 数 | 得 点 | 安 打 | 二 塁 打 | 三 塁 打 | 本 塁 打 | 塁 打 | 打 点 | 盗 塁 | 盗 塁 死 | 犠 打 | 犠 飛 | 四 球 | 敬 遠 | 死 球 | 三 振 | 併 殺 打 | 打 率 | 出 塁 率 | 長 打 率 |
| ----- | ----- | ----- | ----- | ----- | ----- | ----- | -------- | -------- | -------- | ----- | ----- | ----- | -------- | ----- | ----- | ----- | ----- | ----- | ----- | -------- | ----- | -------- | -------- |
| 2023  | 韓国  | 3     | 6     | 2     | 3     | 1     | 0        | 0        | 0        | 1     | 3     | 0     | 0        | 0     | 1     | 3     | 0     | 0     | 1     | 0        | .500  | .667     | .500     |

### タイトル
- 盗塁王：1回（2021年）※盗塁成功率92%を記録し、盗塁王の中で歴代1位の盗塁成功率を達成[23]。

### 表彰
- ゴールデングラブ賞：4回（遊撃手部門：2021年、二塁手部門：2022年 - 2024年）

### 背番号
- 4（2017年 - 2019年途中）
- 3（2019年途中 - 2024年）
- 6（2025年 - ）

### 代表歴
- 第11回 BFA U-18アジア選手権大会韓国代表
- 2020年オリンピック野球韓国代表
- 2022年アジア競技大会韓国代表
- 2023 ワールド・ベースボール・クラシック韓国代表
- 2023 アジア プロ野球チャンピオンシップ 韓国代表